# Christoph Hackner
Christoph Hackner (ur. 16 marca 1663 w Jaworze, zm. 2 kwietnia 1741 we Wrocławiu) – śląski architekt, przedstawiciel baroku.

## Życiorys
Uczył się zawodu w rodzinnym mieście, a następnie kontynuował naukę w latach 1693–1696 u Johanna Georga Knolla we Wrocławiu. W 1696 uzyskał prawa mistrzowskie. W 1705 został starszym cechu i inspektorem budowlanym we wrocławskim magistracie. W 1716 awansował na budowniczego miejskiego. Wyznanie protestanckie nie przeszkodziło mu w uzyskaniu w 1734 stanowiska budowniczego biskupa wrocławskiego kardynała Philippa Ludwiga von Sinzendorfa. Hackner był zamożny, posiadał kilka posesji i kamienic we Wrocławiu. Spekulował gruntami budowlanymi, które sprzedawał wraz ze zbudowanymi przez siebie domami. W latach 1708–1741 miał 23 czeladników co świadczy o rozmachu jego działalności i o uznaniu jakim się cieszył. Christoph Hackner został pochowany przy kościele św. Krzysztofa we Wrocławiu.

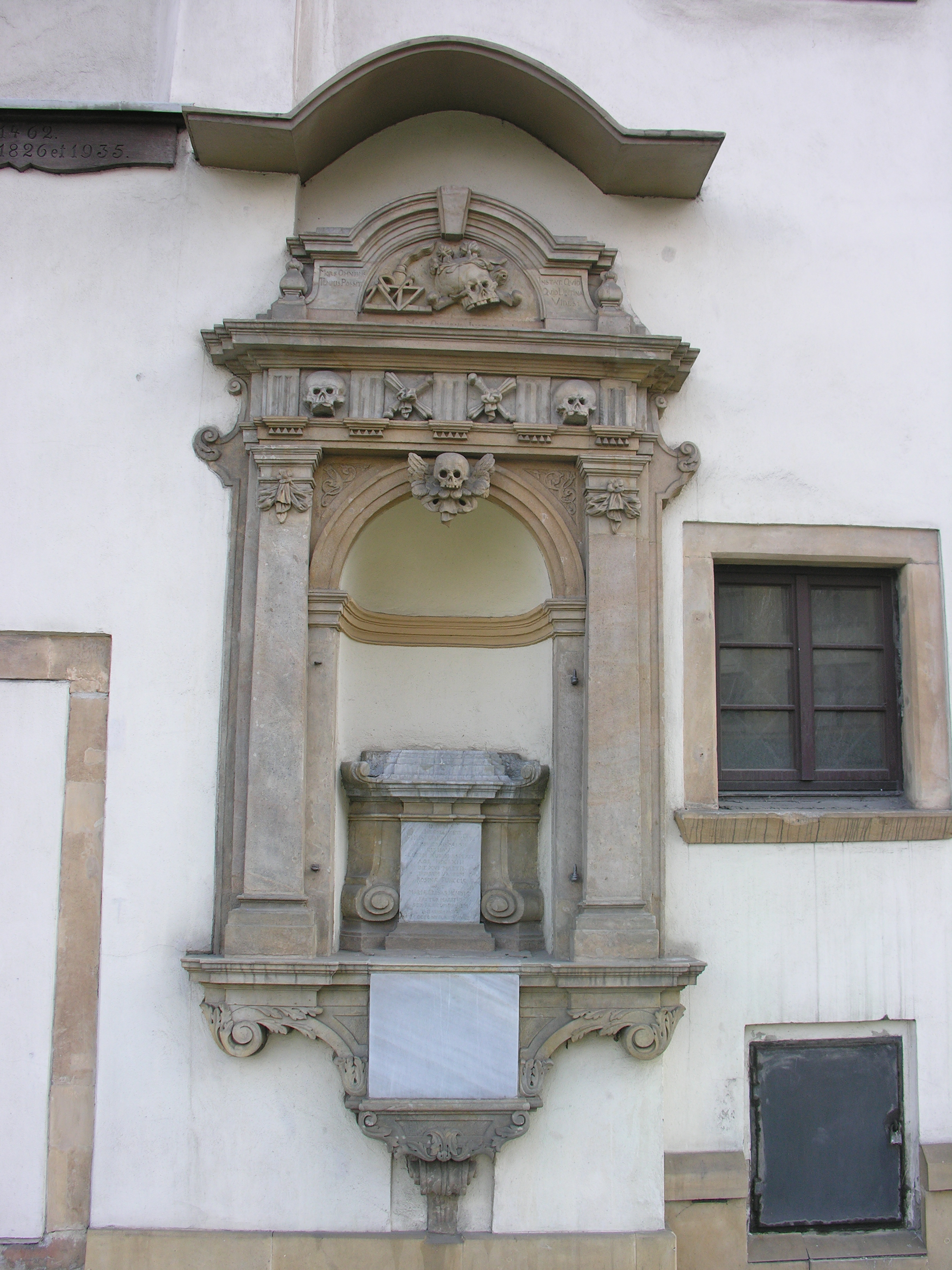
Epitafium Christopha Hacknera

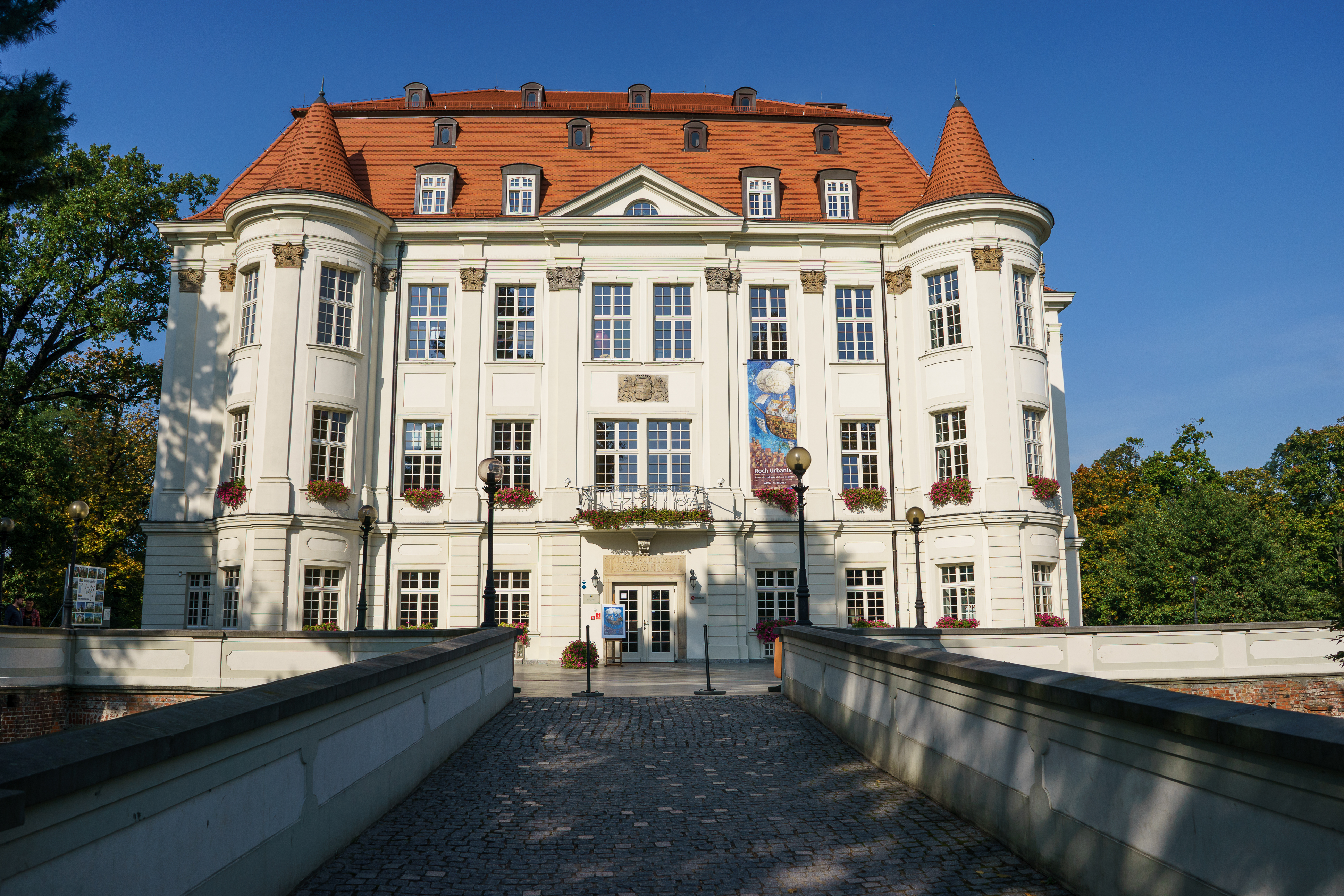
Zamek w Leśnicy

## Wybrane dzieła
- 1702–1704 – odbudowa kościoła parafialnego w Żmigrodzie[1]
- 1706–1708 – modernizacja pałacu w Żmigrodzie[1] (obecnie w ruinie[2])
- 1714–1722 – pałac Hatzfeldów we Wrocławiu[1]
- 1723–1727 – kaplica Matki Bolejącej ufundowana przez opata Hochberga przy kościele św. Wincentego we Wrocławiu[1]
- 1728–1741 – budowa Collegium Maximum Uniwersytetu Wrocławskiego razem z Johannesem Blasiusem Peitnerem i Josephem Frischem według planów nieznanego architekta z kręgu Lucasa von Hildebrandta[3]
- 1735-1740 przebudowa w stylu barokowym (scalono istniejące dwa skrzydła w jedną bryłę i ujednolicono elewację zachowując poprzedni charakter wnętrz) Zamku w Leśnicy[4]
- 1741 – własne epitafium w kościele św. Krzysztofa[1]